# Думниця (Золочівський район)
Ду́мниця — село в Україні, в Буській міській громаді Золочівського району Львівської області. Орган місцевого самоврядування — Буська міська рада. Колишній орган місцевого самоврядування — Кізлівська сільська рада, якій підпорядковувалися села Кізлів, Думниця та Журатин. Від 2021 року ці села підпорядковані Буській міській раді. Населення становить 68 осіб.

## Географія
Відстань до обласного центру становить 47 км, до районного центру — 40 км, до центру громади становить 11 км, що проходять автошляхами обласного та місцевого значення. Відстань до найближчої залізничної станції Куткір — 7 км. 

## Населення
За даними всеукраїнського перепису населення 2001 року у селі мешкало 68 осіб.

### Мова
Розподіл населення за рідною мовою за даними перепису 2001 року був наступним:
| українська | 68 | 100,00 |